# 플래니터리 리소시스

플래니터리 리소시스(Planetary Resources, 구 Arkyd Astronautics)는 2009년 1월 1일에 설립되어 2012년에 조직을 개편하고 이름을 변경한 미국 회사이다. 명시된 목표는 소행성 채굴 기술을 개발하고 배포하여 "지구의 천연 자원 기반을 확장"하는 것이다. "투자 지연"으로 인한 재정 문제에 이어 2018년 10월 31일 회사의 인적 자산을 블록체인 소프트웨어 기술 회사인 콘센시스(ConsenSys, Inc.)가 인수했다고 발표했다. 2020년 5월 콘센시스는 모든 행성 자원 지적 재산을 퍼블릭 도메인으로 공개했으며 2020년 6월에 나머지 하드웨어 자산이 모두 경매 처리되었다.
회사의 장기 목표는 소행성을 채굴하는 것이지만 초기 계획에서는 지구 관측 및 천문학을 위한 소형(30~50kg) 비용 절감형 우주 망원경 시장을 개발하는 것이 필요하다. 이 우주선은 지상 통신을 위해 레이저 광학 시스템을 사용하여 기존 RF 안테나에 비해 탑재량과 질량을 줄였다. 이러한 궤도 망원경의 배치는 회사의 소행성 채굴 야망의 첫 번째 단계로 구상되었다. 플래니터리 리소시스가 고객에게 판매하기를 희망하는 것과 동일한 망원경 위성 기능을 사용하여 지구 근처 소행성을 조사하고 집중적으로 조사할 수 있다.
플래니터리는 현재까지 두 개의 테스트 위성을 궤도에 발사했다. 아키드 3 리플라이트(Arkyd 3 Reflight, A3R)는 2015년 4월 17일에 발사되어 성공적으로 지구 궤도로 운송되었으며 2015년 7월 16일 나노랙스 큐프샛 디플로이어(NanoRacks CubeSat Deployer)를 통해 국제우주정거장에서 배치되었다. 회사의 두 번째 위성인 아키드 6(Arkyd 6)은 2018년 1월 11일 성공적으로 궤도에 배치되었다.

## 같이 보기
- 소행성 채굴
- 민간 우주 비행
- 프로펠런트 데포
- 우주 기술